# Beneš Knüpfer
Beneš Knüpfer, křtěný Benedikt Julius (12. dubna 1844 Frýdštejn – 18. listopadu 1910 na moři na cestě do Ancony), byl český malíř, představitel pozdního romantismu a naturalistického sensualismu. Úspěchu dosáhl v malbě moře. 

## Život
Narodil se do rodiny polesného na sychrovském panství knížete Kamila Rohana. Jeho otec se v roce 1849 stal správcem Rohanského paláce na Malé Straně v Praze a ve volném čase se amatérsky věnoval malování. Beneš po něm toto nadání zdědil a už od mládí si přivydělával malbou vývěsních štítů obchodů.
V letech 1865–1870 navštěvoval Akademii v Praze. Nejprve jako mimořádný žák u Antonína Lhoty a později jako řádný student u Josefa M. Trenkwalda. Následující roky (1870–1878) studoval na Akademii v Mnichově u malířů Alexandra Raaba, Alexandra Wagnera a Karla von Piloty, pod jehož vedením se podílel na výzdobě mnichovské radnice.
Po studiu cestoval po západní Evropě a navštívil Paříž a Londýn. Roku 1879 získal od ministerstva kultu a vyučování dvouleté stipendium ke studiu v Římě. To si poté prodloužil a zůstal zde natrvalo, ateliér měl ve starém Palazzo Venezia. Námětem jeho obrazů bylo z velké části moře v různých podobách. Dějištěm jeho scén se staly přímořské krajiny u Anzia na březích Tyrhénského moře a u Ancony na březích Jadranu.
V roce 1892 získal zlatou medaili arcivévody Karla Ludvíka za obraz Souboj tritonů. Dílo bylo oceněno na Světové výstavě v Chicagu a za 5 500 zlatých zakoupil císař František Josef I. Obraz byl poté umístěn v Obrazárně vídeňských dvorských muzeí. (Tento obraz byl v roce 2014 prodán na aukci v Londýně za 46,25 tisíc liber.)
Beneš Knüpfer byl také zakládajícím členem uměleckého spolu Jednota umělců výtvarných a členem spolku Vídeňská secese (Wiener Sezession). Roku 1910 přijel do Prahy, aby zde uspořádal výstavu. Pod vlivem jejího neúspěchu však při cestě parníkem William z Rjeky do Ancony spáchal sebevraždu skokem do moře.

## Díla (výběr)
- Souboj Tritónů
- Najáda (Snění)
- Dvě nymfy na břehu mořském
- Don Quijote
- Nereida
- Mniši

## Galerie

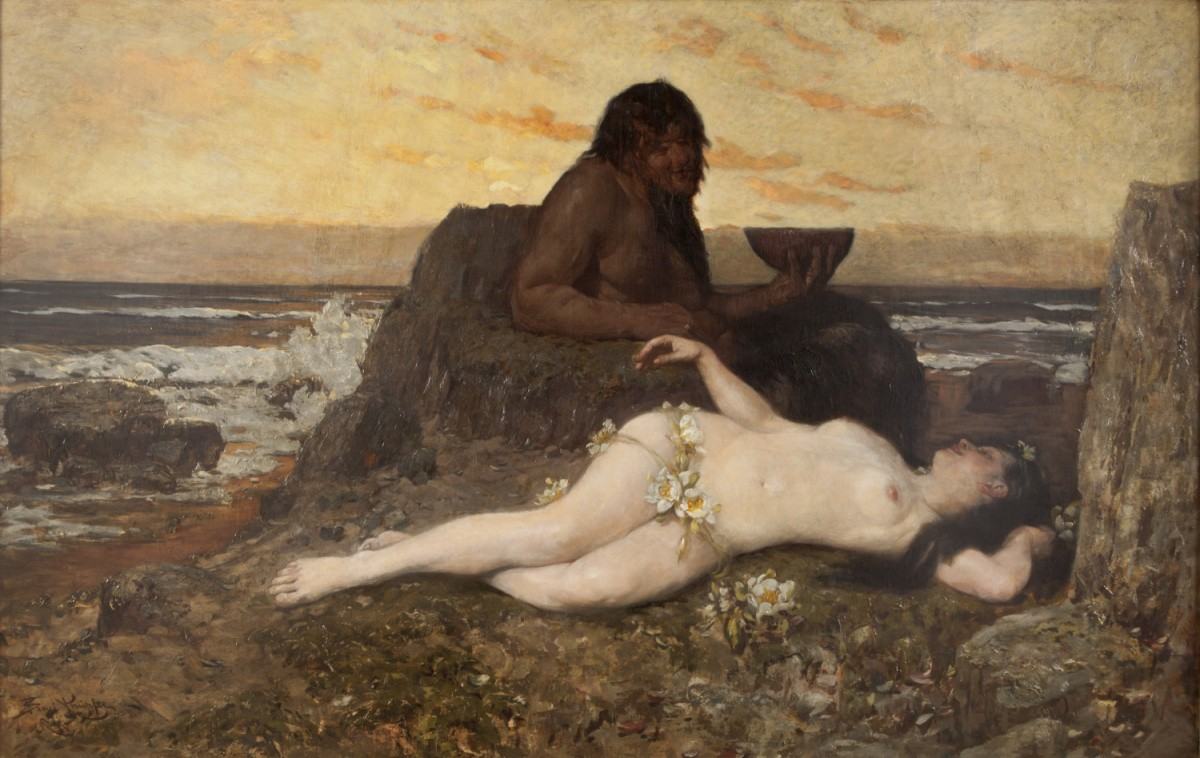
Beneš Knüpfer – Ležící najáda a triton
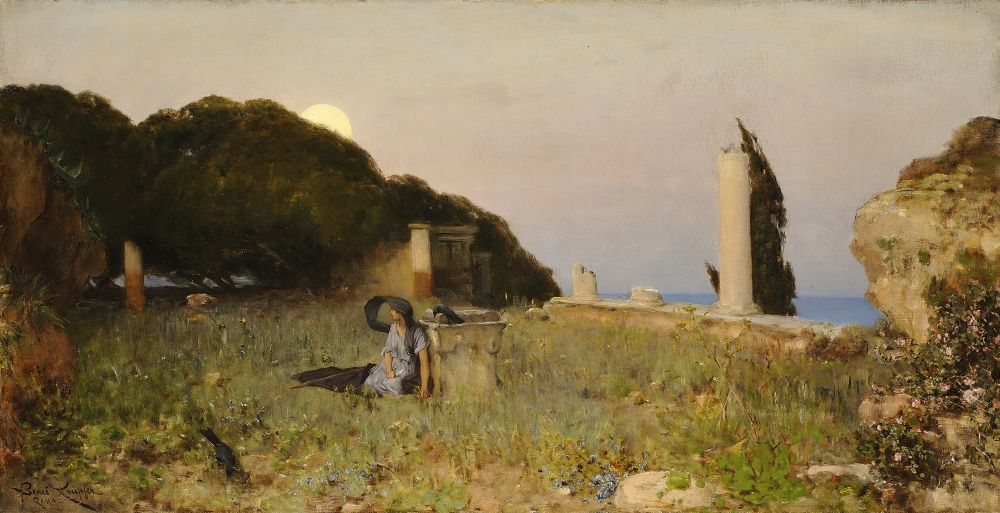
Beneš Knüpfer – Žena a havran
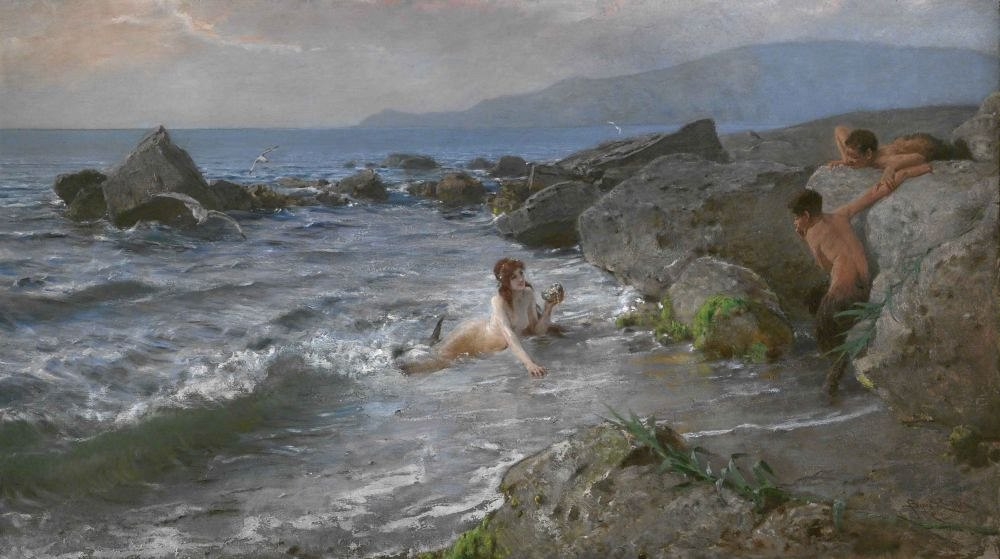
Beneš Knüpfer – Vyzvání ke hře (kolem roku 1890)
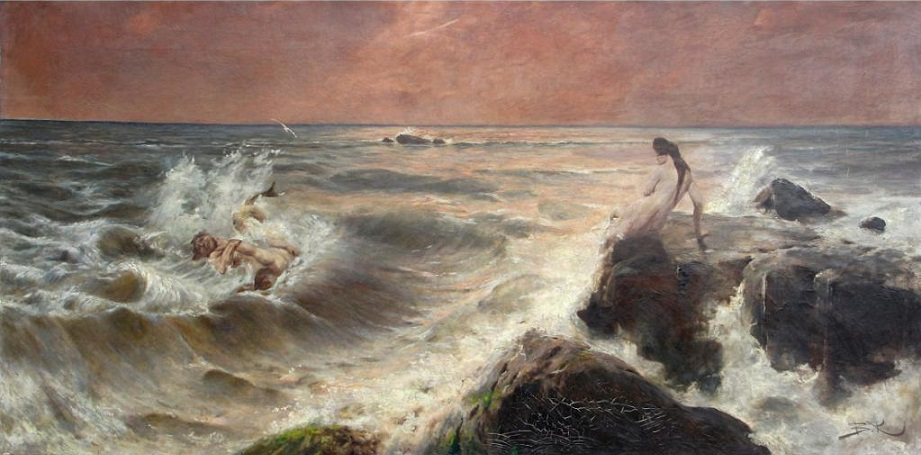
Beneš Knüpfer – Souboj Tritónů
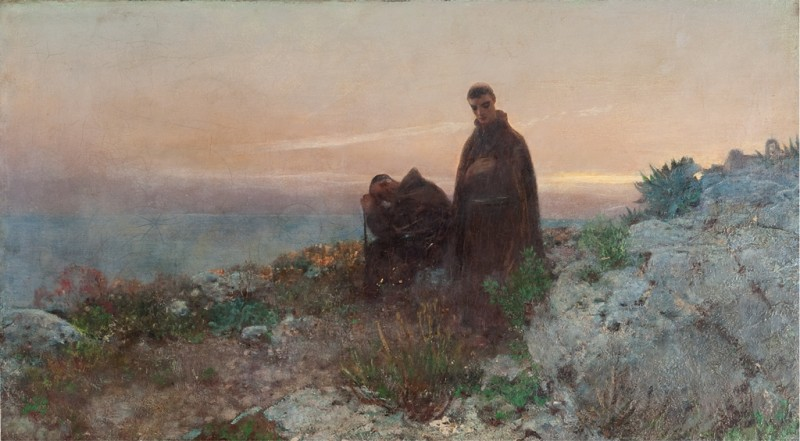
Beneš Knüpfer – Mniši na pobřeží
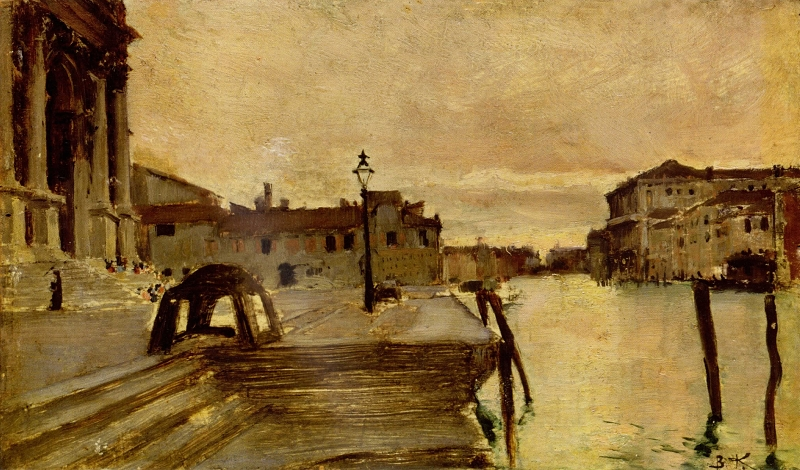
Beneš Knüpfer – Benátky